# Aplidium crustatum
Aplidium crustatum är en sjöpungsart som beskrevs av Monniot 200. Aplidium crustatum ingår i släktet Aplidium och familjen klumpsjöpungar. Inga underarter finns listade i Catalogue of Life.